# Clovis (voornaam)
Clovis is een Franse voornaam die ook in het Engelse taalgebied gebruikt wordt.

## Oorsprong
De naam Clovis is afgeleid van de Germaanse stammen hlud- (beroemd) en -wig (strijd) en betekent vermoedelijk roemvolle strijder. De Oudfrankische vorm was Hlōdowik. In de taal van de Salische Franken werd dit Chlodovech. In het Latijn werd deze naam weergegeven als Hlodovicus en Ludovicus, waaruit later de Nederlandse naam Lodewijk en het Duitse Ludwig zijn ontstaan. Uit Clovis ontstond via Lovis op zijn beurt de naam Louis.

## Bekende naamdragers

### Frankische koningen
- Clovis I, 482-511. Theoretisch is hij koning Lodewijk I van Frankrijk. Deze naam wordt niet meer gebruikt sinds de 17de eeuw, omdat de nummering niet meer klopt door alle varianten van de naam Lodewijk.[2]
- Clovis II, 637-655
- Clovis III 675-676
- Clovis IV, 691-695, ook Clovis III genoemd

### Moderne naamdragers
- Clovis Lecail (1859–1932), Belgisch componist, dirigent en trompettist
- Clovis Trouille (1889–1975), Frans schilder
- Clovis Piérard (1896-1974), Belgisch senator
- Clovis Cnoop Koopmans (1925–2008), Nederlands politicus
- Clovis Kamzong (1991), Kameroens wielrenner